# Torneo WTA de Praga 2018
El J&T Banka Prague Open de 2018 fue un torneo profesional de tenis jugado en canchas de arcilla. Fue la novena edición del torneo que formó parte de los torneos internacionales del 2018 de la WTA. Se llevó a cabo en Praga, República Checa entre el 30 de abril y el 5 de mayo de 2018.

## Distribución de puntos
| Modalidad           | Campeona | Finalista | Semifinales | Cuartos de final | 2ª ronda | 1ª ronda | Clasificadas | 3ª ronda de clasificación | 2ª ronda de clasificación | 1ª ronda de clasificación |
| Individual femenino | 280      | 180       | 110         | 60               | 30       | 1        | 18           | 14                        | 10                        | 1                         |
| Dobles femenino     | 280      | 180       | 110         | 60               | -        | 1        | -            | -                         | -                         | -                         |

## Cabezas de serie

### Individuales femenino
| Tenista               | Ranking | Preclasificada |
| Karolína Plíšková     | 6       | 1              |
| Petra Kvitová         | 10      | 2              |
| Daria Kasátkina       | 14      | 3              |
| Daria Gavrilova       | 24      | 4              |
| Barbora Strýcová      | 26      | 4              |
| Shuai Zhang           | 30      | 6              |
| Mihaela Buzărnescu    | 39      | 7              |
| Kateřina Siniaková    | 51      | 8              |
| Aliaksandra Sasnovich | 55      | 9              |

- Ranking del 23 de abril de 2018.[2]

### Dobles femenino
| Tenista                           | Ranking | Preclasificada |
| Andrea Hlaváčková Renata Voráčová | 39      | 1              |
| Raquel Atawo Anna-Lena Grönefeld  | 59      | 2              |
| Nicole Melichar Květa Peschke     | 60      | 3              |
| Shuko Aoyama Miyu Kato            | 86      | 4              |
| Veronika Kudermetova Olga Savchuk | 107     | 5              |

## Campeonas

### Individual femenino
Petra Kvitová venció a  Mihaela Buzărnescu por 4-6, 6-2, 6-3

### Dobles femenino
Nicole Melichar /  Květa Peschke vencieron a  Mihaela Buzărnescu /  Lidziya Marozava por 6-4, 6-2